# (31385) 1998 XF96
1998 أكس أف 96 (ويعرف أيضًا باسم (31385) 1998 أكس أف 96 وفق تسمية الكوكب الصغير) (بالإنجليزية: 1998 XF96)‏ هو كويكب ضمن حزام الكويكبات؛ وترتيبه 31385 من حيث الاكتشاف.
اكتُشف هذا الجُرم الفلكي بواسطة Orlando Antonio Naranjo Villarroel ‏ في 11 ديسمبر 1998.

## وصلات خارجية
- (31385) 1998 XF96 في قاعدة بيانات مختبر الدفع النفاث لأجرام النظام الشمسي الصغيرة

- الاكتشاف · مخطط المدار ·  العناصر المدارية · المعلمات المادية

- (31385) 1998 XF96 على موقع ويكي سكاي: DSS2, SDSS, GALEX, IRAS, Hydrogen α, X-Ray, Astrophoto, Sky Map, Articles and images